# 유현준 (농구 선수)
유현준(柳賢俊, 1997년 8월 20일 ~ )은 한국프로농구 원주 DB 프로미 소속의 농구선수이며, 포지션은 포인트가드이다.

## 아마추어 시절
신입생임에도 불구하고 팀 전력의 절반을 차지할 정도로 팀의 주축이였다. 이 활약을 바탕으로 신인상을 수상하였다. 하지만 2학년 1학기에는 학점미달로 인해 출장하지 못하였다. 플레이오프때 복귀하여 맹활약하였다. 이후 2학년임에도 불구하고 신인드래프트에 나가게 되었다.

## 전주 KCC 이지스시절
2017-2018 시즌 신인드래프트에서 전체 3순위로 전주 KCC 이지스에 지명되었다.
지명 후 팀에서 백업가드로 쏠쏠한 활약을 하였다. 그러던 중 부상을 당해 이탈하였다.
2018-19시즌초반에는 식스맨급으로 출장하다가 1라운드 후반 쯤부터 선발로 출장하는 경기가 늘어나기 시작하였다. 팀에 김민구와 외국인 선수 티그를 제외하곤 남은 가드들의 나이가 모두 30대 초반에서 후반의 나이이기 때문에 팀의 미래를 위해서라도 선발 또는 많은 시간을 뛰게 하는 것 같다. 11월 24일 오전 검진 결과, 오른 무릎 내측 인대가 파열됐다고 한다. 정규리그 막판에 돌아올 수 있다고 한다.
2021-2022시즌이 끝난후 군입대하였으며, 군복무도중 허웅의 보상선수로 DB로 이적하면서 제대후에는 DB에서 뛰게 되었다.

## 에피소드
- 넓은 시야와 함께 패스가 대학 선수들 중에서도 최고라고 칭찬 받고 있다. 허훈보다는 좀 더 정통포인트가드라고 평가받고 있다.

## 출신학교
- 남한강초등학교
- 원주대성중학교
- 제물포고등학교
- 한양대학교 (중퇴)
- 경희사이버대학교 (재학)

## 수상경력
- 2016년 대학농구리그 신인상